# Patrick Hässig
Patrick Hässig (1º febbraio 1979) è un conduttore radiofonico, infermiere e politico svizzero del Partito Verde Liberale (PVL). Dal 2023 è membro del Consiglio nazionale per il Canton Zurigo.

## Biografia

### Carriera professionale
Dopo una carriera come conduttore radiofonico per i programmi del mattino di Radio 24 e Radio Energy, nel 2017 Patrick Hässig decise di cambiare professione e iniziò la formazione da infermiere, diplomandosi nel 2020.

### Attività politica
Hässig iniziò il suo impegno politico entrando nel consiglio comunale di Zurigo nel 2022 per il Partito Verde Liberale. Nel 2023 venne eletto al Gran Consiglio del Canton Zurigo.
Candidatosi alle elezioni federali del 2023 come Consigliere nazionale per il Canton Zurigo, risultò il primo dei non eletti della sua lista con 54 503 preferenze. Tuttavia, a seguito dell'elezione al Consiglio degli Stati della collega di partito Tiana Angelina Moser, Hässig subentrò al suo posto al Consiglio nazionale.